# Douglas Lithborn
Douglas Johan David Lithborn, född 19 oktober 1966 i Järfälla församling, Stockholms län, död 11 juli 2015 i Sollentuna församling, Stockholms län, var en svensk moderat politiker i Sollentuna kommun, aktiv åren 1986-2015.
Lithborn blev politiskt aktiv i tonåren och var verksam i Moderata ungdomsförbundet och Fria Moderata Studentförbundet. Han fick sitt första politiska förtroendeuppdrag för Moderaterna 1986. Mellan 1998 och 2006 var han verkställande direktör i familjeföretaget Alemdo Luftfilterteknik AB, som sålde filter för luftrening på de svenska och norska marknaderna. Han var kommunstyrelsens ordförande i Sollentuna kommun från år 2010 till sin död. Lithborn avled den 11 juli 2015 på Karolinska universitetssjukhuset efter ha blivit medvetslös och sjunkit under vattenytan på Sollentuna simhall tre dagar tidigare när han simmade med sin familj.